# Salix riskindii
Salix riskindii — вид квіткових рослин із родини вербових (Salicaceae).

## Морфологічна характеристика
Це невелике дерево чи кущ, від 5 до 8 метрів заввишки.

## Середовище проживання
Мексика (Коауіла). Розташований у сосново-квасовому лісі, на берегах струмка; на висотах від 1500 до 2100 метрів.

## Загрози
Потенційна загроза — лісові пожежі. Цей вид був зареєстрований в одній охоронюваній території.

## Використання
Конкретної інформації про використання таксону немає.